# Pseudoplatyderus amblyops
Pseudoplatyderus amblyops is een keversoort uit de familie van de loopkevers (Carabidae). De wetenschappelijke naam van de soort is voor het eerst geldig gepubliceerd in 1940 door Bolivar y Pieltain.